# NGC 3657
NGC 3657 ist eine Balken-Spiralgalaxie mit ausgedehnten Sternentstehungsgebieten vom Hubble-Typ SBc/P im Sternbild Löwe auf der Ekliptik. Sie ist schätzungsweise 57 Millionen Lichtjahre von der Milchstraße entfernt und hat einen Durchmesser von etwa 20.000 Lichtjahren. Gemeinsam mit sechs weiteren Galaxien gilt sie als Mitglied der NGC 3631-Gruppe (LGG 241).
Im selben Himmelsareal befinden sich u. a. die Galaxien NGC 3631 und NGC 3656.
Das Objekt wurde am 12. April 1789 von Wilhelm Herschel entdeckt.